# Oblast Irkutsk
Koordinaten: 57° 42′ N, 107° 27′ O

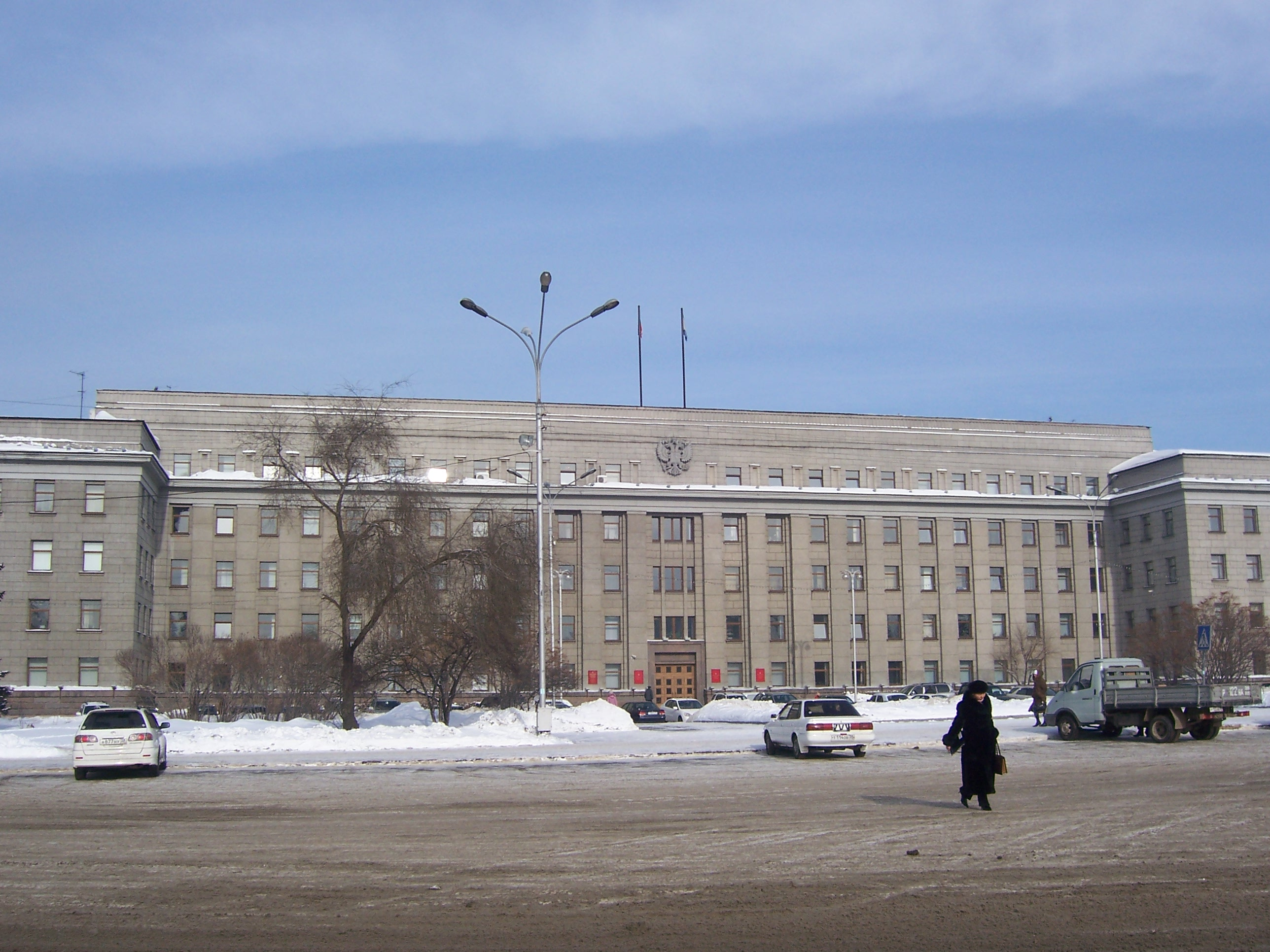
Gebietsverwaltung Irkutsk

Die Oblast Irkutsk (russisch Иркутская область Irkutskaja oblast) ist eine Verwaltungseinheit (Oblast) in Russland.
Die Oblast liegt im südlichen Sibirien am Westufer des Baikalsees. Sie reicht jedoch weit nach Norden ins mittelsibirische Bergland hinein. Die wichtigsten Flüsse sind die Angara im Westen sowie die Oberläufe der Lena, der Unteren Tunguska und des Tschona im Norden der Oblast.
Das Gebiet war früher von Burjaten und kleinen Turkvölkern bewohnt, heute stellen jedoch die Russen die überwältigende Mehrheit. Nach uigurischer und mongolischer Herrschaft setzte im 18. Jahrhundert die intensive russische Besiedelung ein.

## Verwaltungsgliederung und größte Orte
Die Oblast Irkutsk gliedert sich in 33 Rajons und 9 Stadtkreise.
Am 16. April 2006 wurde in einem Referendum die Integration des Autonomen Kreises der Ust-Ordynsker Burjaten in die Oblast Irkutsk beschlossen. Der aus sechs Rajons bestehende, vollständige von der Oblast umschlossene Autonome Kreis bildete ein eigenständiges Föderationssubjekt, bis der Zusammenschluss am 1. Januar 2008 in Kraft trat.
Die bedeutendsten Städte der Oblast neben den Großstädten Irkutsk, Bratsk und Angarsk sind Ust-Ilimsk, Ussolje-Sibirskoje und Tscheremchowo. Insgesamt gibt es 22 Städte und 52 Siedlungen städtischen Typs.
| Name               | Russischer Name  | Einwohner 14. Oktober 2010 |
| ------------------ | ---------------- | -------------------------- |
| Irkutsk            | Иркутск          | 587.891                    |
| Bratsk             | Братск           | 246.319                    |
| Angarsk            | Ангарск          | 233.567                    |
| Ust-Ilimsk         | Усть-Илимск      | 86.610                     |
| Ussolje-Sibirskoje | Усолье-Сибирское | 83.327                     |
| Tscheremchowo      | Черемхово        | 52.647                     |

## Politik
Der Gouverneur der Oblast Irkutsk ist der Regierungschef der Regionalregierung und wird nach einem russischen Gesetz von 2012 seit 2015 wieder direkt vom Volk gewählt. Bei der Gouverneurswahl 2015 gewann Sergei Lewtschenko der Kommunistischen Partei der Russischen Föderation und bleibt voraussichtlich fünf Jahre im Amt. Die Legislative der Oblast Irkutsk ist die Gesetzgebende Versammlung der Oblast Irkutsk, welche ebenfalls alle fünf Jahre direkt gewählt wird. Bei der Parlamentswahl 2018 verlor die Partei Einiges Russland ihre absolute Mehrheit. Sogar ihren Status als stärkste Partei musste sie an die Kommunistische Partei der Russischen Föderation abtreten. Damit ist die Oblast Irkutsk mit Stand Februar 2019 eines von wenigen Föderationssubjekten mit einem oppositionellen Gouverneur und das einzige Föderationssubjekt, in dem die Partei Einiges Russland nicht die stärkste Partei im Regionalparlament ist.

## Bevölkerung
Bei den letzten russischen Volkszählungen in den Jahren 2002 und 2010 gab es eine Bevölkerungszahl von 2.581.705 respektive 2.428.750 Bewohnern. Somit sank die Einwohnerzahl in diesen acht Jahren um 152.955 Personen (−5,9 %). Die Verteilung der verschiedenen Volksgruppen sah folgendermaßen aus:
| Nationalität    | VZ 1989   | Prozent | VZ 2002   | Prozent | VZ 2010   | Prozent |
| --------------- | --------- | ------- | --------- | ------- | --------- | ------- |
| Russen          | 2.499.460 | 88,48   | 2.320.493 | 89,88   | 2.144.075 | 88,28   |
| Burjaten        | 77.330    | 2,74    | 80.565    | 3,12    | 77.667    | 3,20    |
| Ukrainer        | 97.405    | 3,45    | 53.631    | 2,08    | 30.827    | 1,27    |
| Tataren         | 39.609    | 1,40    | 31.068    | 1,20    | 22.882    | 0,94    |
| Belarussen      | 25.713    | 0,91    | 14.185    | 0,55    | 7.929     | 0,33    |
| Armenier        | 2.833     | 0,10    | 6.849     | 0,27    | 6.558     | 0,27    |
| Aserbaidschaner | 4.741     | 0,17    | 6.125     | 0,24    | 5.384     | 0,22    |
| Tschuwaschen    | 11.417    | 0,40    | 7.295     | 0,28    | 4.589     | 0,19    |
| Kirgisen        | 869       | 0,03    | 1.322     | 0,05    | 4.507     | 0,19    |
| Usbeken         | 3.517     | 0,12    | 1.904     | 0,07    | 4.367     | 0,18    |
| Einwohner       | 2.824.920 | 100,00  | 2.581.705 | 100,00  | 2.428.750 | 100,00  |

Anmerkung: die Anteile beziehen sich auf Gesamtzahl der Einwohner. Also mitsamt dem Personenkreis, der keine Angaben zu seiner ethnischen Zugehörigkeit gemacht hat (2002 11.035 resp. 2010 83.115 Personen)
Die Bevölkerung des Gebiets besteht heute mehrheitlich aus Russen. Die Burjaten, Ukrainer und Tataren sind die bedeutendsten ethnischen Minderheiten in der Oblast Irkutsk. Der prozentuale Anteil der Russen stagniert auf hohem Niveau. Die Burjaten als zweitgrößte Volksgruppe stagnieren zahlenmäßig, legen aber prozentual wegen der starken Abwanderung zu. Seit dem Ende der Sowjetunion ist auch die Anzahl der Menschen aus dem Transkaukasus und Zentralasien gewachsen. Andere Volksgruppen wie die Ukrainer, Tataren und Belarussen haben das Gebiet in Scharen verlassen. Früher bedeutende Minderheiten wie die Deutschen (1989: 7616, 2010: 3725), Juden (1989: 4796, 2010: 1594) oder Polen (1989: 3118, 2010: 1364) sind heute kräftig geschrumpft. Die Angehörigen der sibirischen Völker sind kleine Minderheiten (VZ 2010; Tuwiner 1674, Ewenken 1272, Jakuten 858 und Tofalaren 678 Personen als die Bedeutendsten dieser Volksgruppen) und stehen zahlenmäßig etwa auf gleicher Stufe wie die Chinesen (1118), Koreaner (1342) und Mongolen (867).

## Wirtschaft und Infrastruktur
Zu den wichtigsten Wirtschaftszweigen zählen der Bergbau (Gold, Kohle, Eisenerz), die Energiegewinnung (Irkutskenergo) durch große Flusskraftwerke (Bratsker Stausee, Irkutsker Stausee, Ust-Ilimsker Stausee), die Aluminiumerzeugung und die chemische Industrie.
Nur 2 Prozent der Häuser der Region Irkutsk werden mit Gas versorgt. Viele andere werden mit Elektroheizungen gewärmt.